# Châteaux de Bruniquel
Pour les articles homonymes, voir Bruniquel (homonymie).
Les châteaux de Bruniquel sont deux châteaux situés sur la commune française de Bruniquel dans le département de Tarn-et-Garonne, en région Occitanie.

## Localisation
L'ensemble castral est situé sur une haute falaise surplombant de 90 mètres l'Aveyron au sortir de ses gorges, formant un angle droit avec le vallon de son petit affluent la Vère, à proximité immédiate du département du Tarn. Il est situé à 10 km de Nègrepelisse.

## Historique
La légende veut que ce soit la reine mérovingienne Brunehaut qui fit construire le premier château (« château vieux » ou « castel biel ») au VIe siècle sur l'emplacement d'un castrum romain. Cette légende a probablement pour origine le mot Brunichildum qu'on trouve dans la charte de fondation de Saint-Maffre, prieuré conventuel dépendant de l'abbaye de Moissac, dans un hameau de la commune, en 1083.
Au Xe siècle, Bruniquel faisait partie des domaines de l'abbaye Saint-Géraud d'Aurillac.
À l'origine, Bruniquel fut un château destiné à veiller sur la route de la vallée reliant le Quercy à l'Albigeois. Il a été construit sur un piton rocheux, dominant le confluent de l'Aveyron et de la Vère. Un village, descendant la pente opposée à la rivière, se forma près de lui et devint une cité prospère dont témoignent les demeures de notables. Bruniquel devient une vicomté vers 1050. Les seigneurs de Bruniquel étaient issus des vicomtes de Toulouse. Cette branche disparaît après la mort du dernier vicomte, vers 1175.
Le castrum est conquis, en 1176, par les comtes de Toulouse sur les Trencavel. En décembre 1224, le comte de Toulouse, Raymond VII, a donné Bruniquel, Montclar et Salvagnac (Tarn) à son frère Bertrand, qui était sans doute un bâtard de son père.
Sur les ruines de ce premier château fut construit l'actuel « château vieux » au XIIIe siècle. Il fut la propriété des comtes de Toulouse. Il est habité par les vicomtes de Bruniquel. Après la construction de ce château, un deuxième fut élevé sur la falaise, par Maffre de Comminges-Couserans, donnant à l'ensemble le nom « Les châteaux de Bruniquel ». En effet, au milieu du XVe siècle, le vicomte Antoine-Roger de Comminges, issu des comtes de Comminges-branche des vicomtes de Couserans, vicomte en partie de Bruniquel, en  querelle avec son fils Léonard-Roger, vend sa partie du domaine à un cousin, Maffre de Comminges-Couserans, déjà vicomte en partie de Bruniquel, qui fera construire son propre château de 1485 à 1510 : le « château jeune » ou « castel djoubé ». Pendant trois siècles, les deux branches ne vont cesser de se quereller, les propriétaires du « château vieux » étant catholiques et ceux du « château jeune » protestants. Le « château vieux » porte encore les stigmates des attaques, notamment dans la salle des chevaliers. Ce n'est qu'à la fin du XVIIIe siècle que le vicomte du « château vieux », Louis Rigal d'Ouvrier, rachète en 1780 le « château jeune »,.
Grâce à la famille des anciens propriétaires, les vicomtes d'Ouvrier de Bruniquel (cf. Société héraldique et généalogique de France,vol. III, à Paris, 1882 : d'Ouvrier), descendants des comtes de Toulouse, les châteaux de Bruniquel ont été classés en 1840. À cette même époque, un impôt prélevé sur les ouvertures, incitera le vicomte à murer fenêtres et portes de sa nouvelle acquisition. Seul le « château vieux » continuera à être habité en permanence, puis comme résidence secondaire jusqu'en 1980, année du décès de la vicomtesse de Bruniquel, madame de Bellefon, propriétaire des châteaux. Jusqu'à son décès, ces derniers feront l'objet de travaux d'entretien (toiture, restauration du bâti, etc.). Après le décès de madame de Bellefon, la municipalité s'en portera acquéreur en 1987 pour la somme de 660 000 francs. Depuis cette date, les restaurations ont essentiellement porté sur la partie du « château jeune », tandis que le « château vieux » fait l'objet de peu de restauration.

## Description
Le « château vieux » a conservé son donjon carré du XIIe siècle et des logis XIIIe siècle avec son niveau voûté du XIIe siècle, ses remparts du XIIIe siècle, époque à laquelle il appartenait aux comtes de Toulouse, et son corps de logis du XIIIe siècle. Dans ce périmètre se côtoient deux bâtiments depuis le partage de l'enceinte entre les deux cousins rivaux en 1484. Il possède également une galerie Renaissance à six arcades surplombant la rivière Aveyron à 90 mètres de hauteur, et d'autres parties qui ont connu de profonds remaniements, du fait que le château a été incendié durant les guerres de Religion, au XVIIIe siècle et plus tard au XIXe siècle.
Le « château jeune » a été construit entre 1484 et 1510 et a subi des remaniements pendant la période baroque avec des aménagements internes, des percements de fenêtres aux XVIIe et XVIIIe siècles, et l'ajout d'une porte sculptée en 1683 à l'entrée de son escalier.
Les châteaux offrent quelques raretés telles que le donjon du XIIe, une cuisine du XVIIe équipée d'un rare potager (ancêtre du fourneau) à neuf trous, la salle d'apparat réaménagée au XVIIe, une chapelle transformée en cuisine, la galerie citée précédemment. Une cheminée de ce château a été transférée au XIXe siècle dans la salle à manger du château de Lastour à Réalville.

## Protection
Les châteaux ont été classés au titre des monuments historiques par la liste de 1840.
Le site archéologique des quatre abris sous roche du château de Bruniquel, l'abri Montastruc, l'abri Gandil, l'abri Lafaye et l'abri Plantade, a été inscrit au titre des monuments historiques par arrêté du 20 mars 1996.
Les fortifications avancées des châteaux sont inscrits par arrêté du 25 février 2025.

## Visite
Les châteaux sont ouverts à la visite de début mars à mi-novembre ; hors saison, les dimanches et jours fériés. Le « château jeune  » comprend une salle évoquant la préhistoire avec les « trésors de Bruniquel » trouvés dans plusieurs grottes à proximité du château.

## Divers
Les châteaux ont servi de décor en 1975 pour le film Le Vieux Fusil de Robert Enrico avec Romy Schneider et Philippe Noiret. Le puits qui se trouve en son centre est une réalisation factice réalisée pour les besoins du film.
Le « château vieux » fut la résidence de Guillaume de Tudèle qui écrivit la terrible histoire des Cathares : la chanson de la croisade Albigeoise.
Les châteaux accueillent également chaque année le Festival des châteaux de Bruniquel.

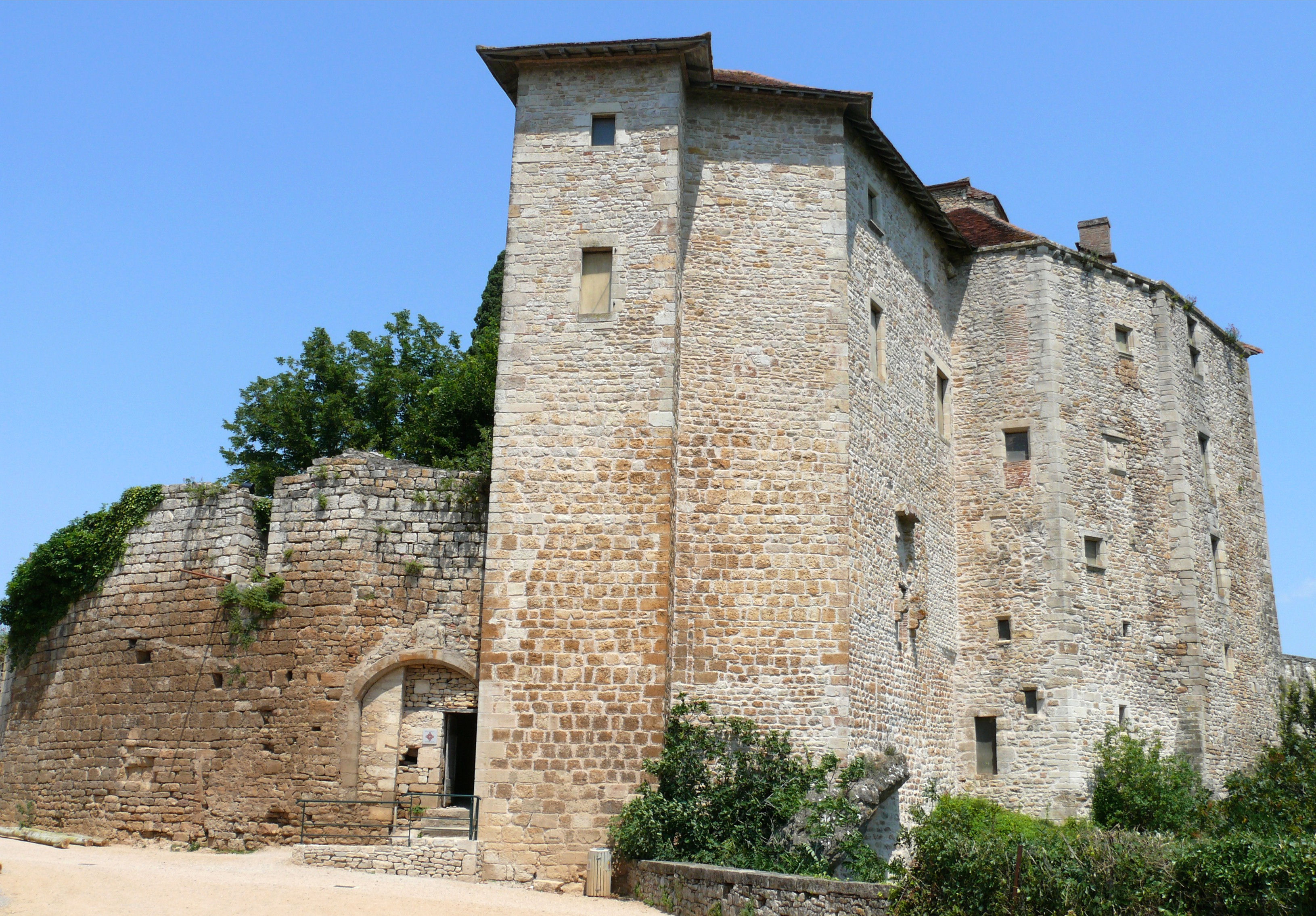
Entrée des châteaux.
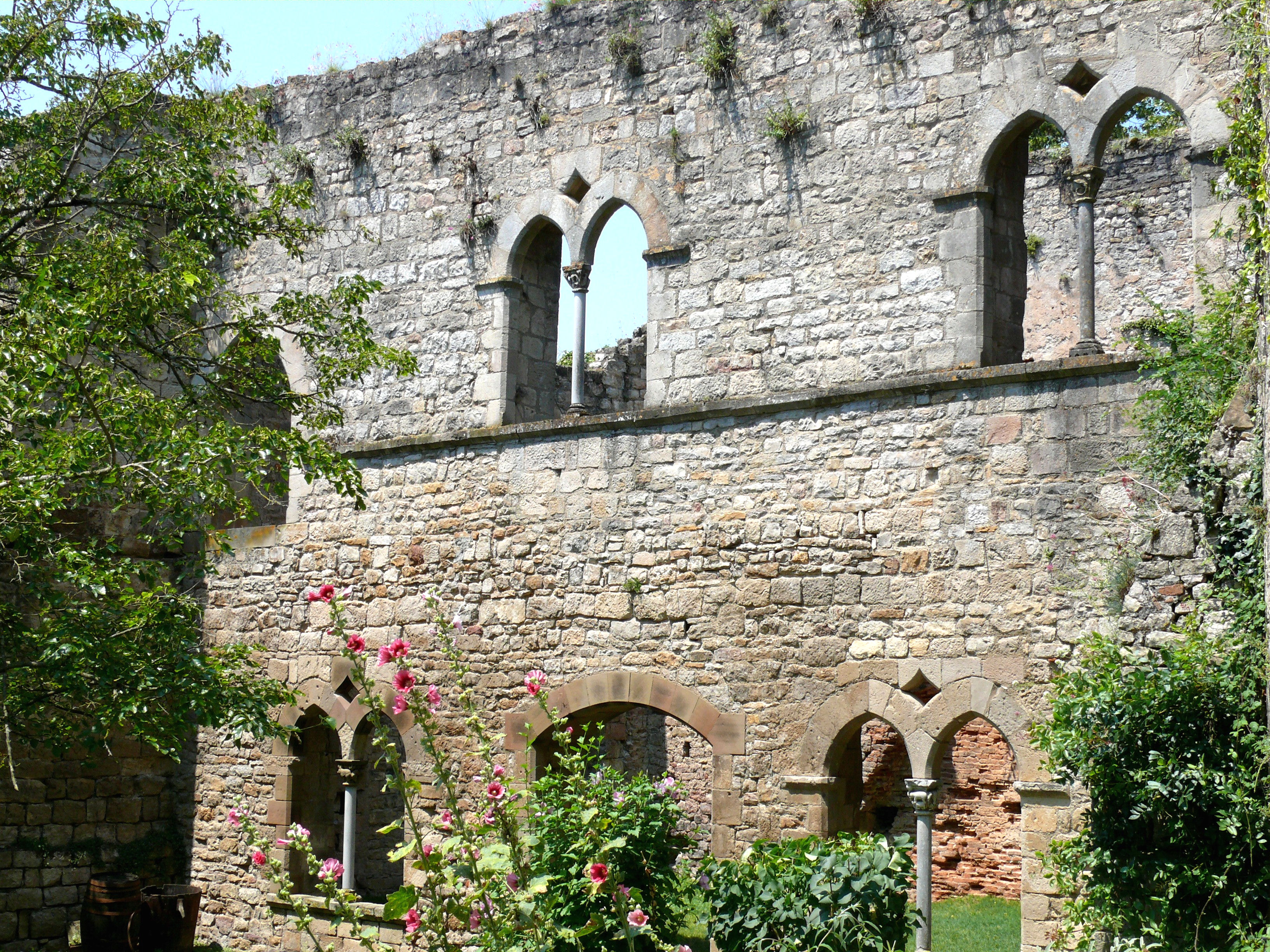
Ancien logis médiéval ou salle des Chevaliers situé à l'intérieur du domaine.
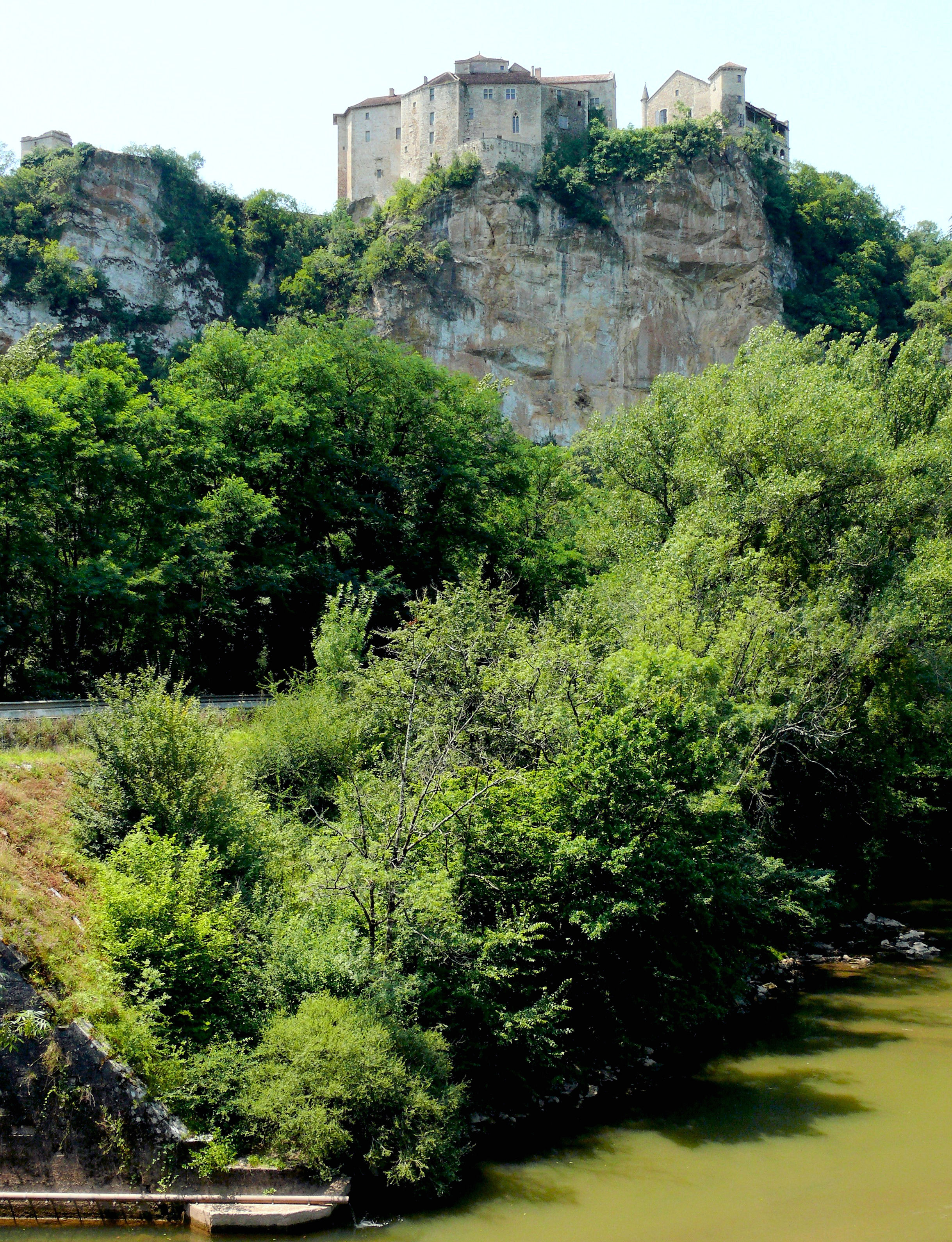
Vue des châteaux depuis la rivière Aveyron.
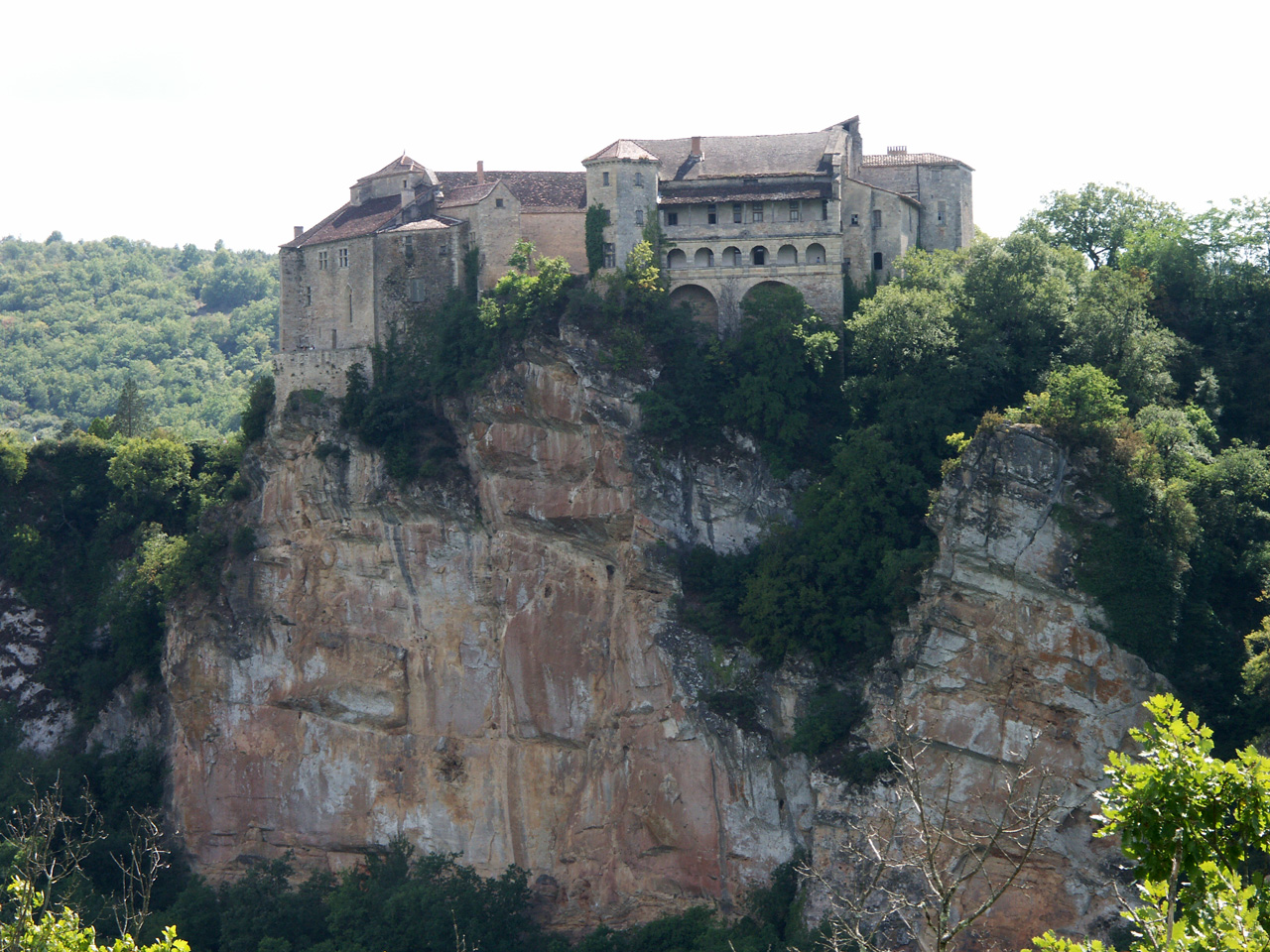
Vue nord-est des châteaux.
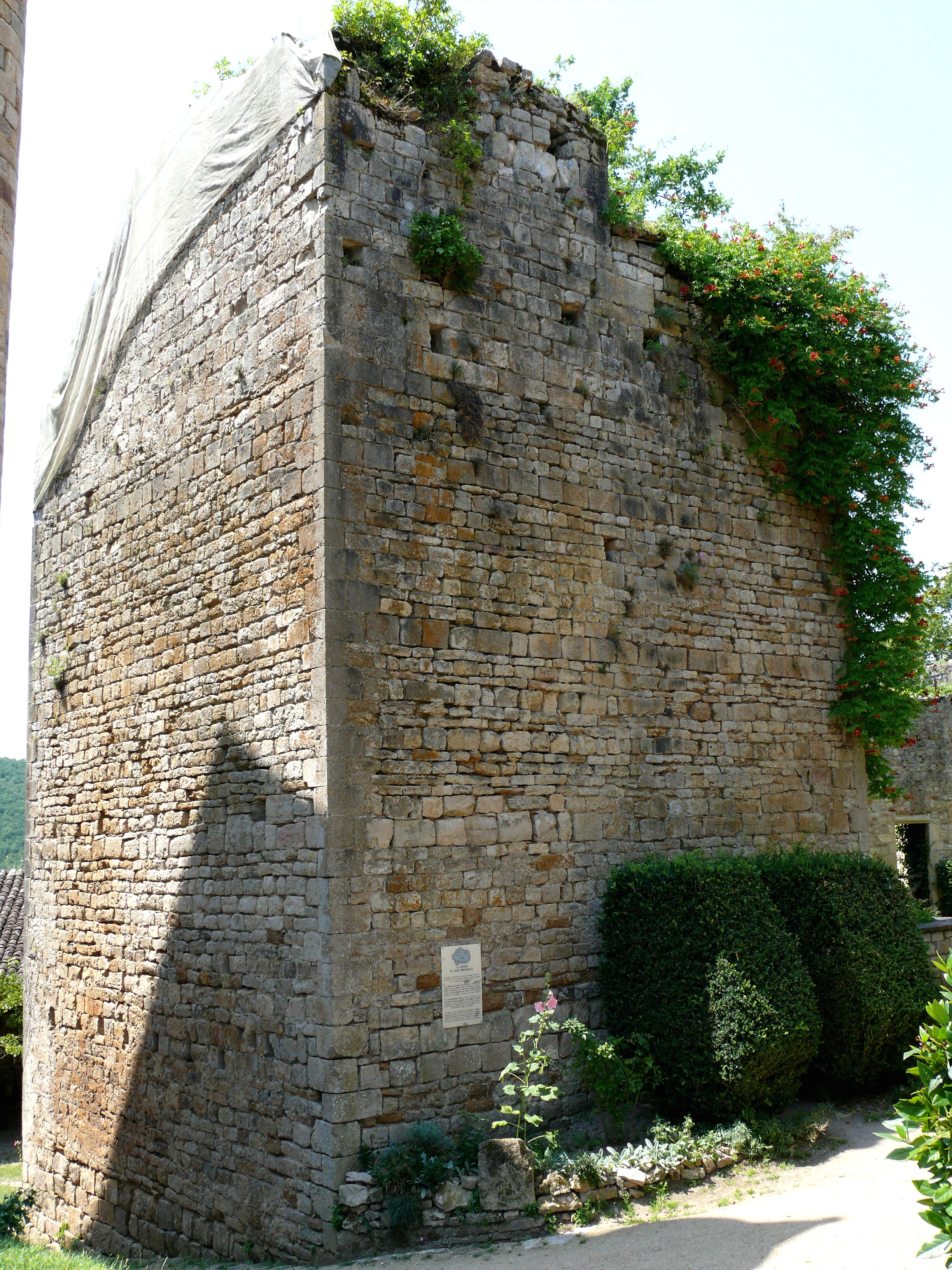
Tour Brunehaut (donjon) située à l'intérieur du domaine.
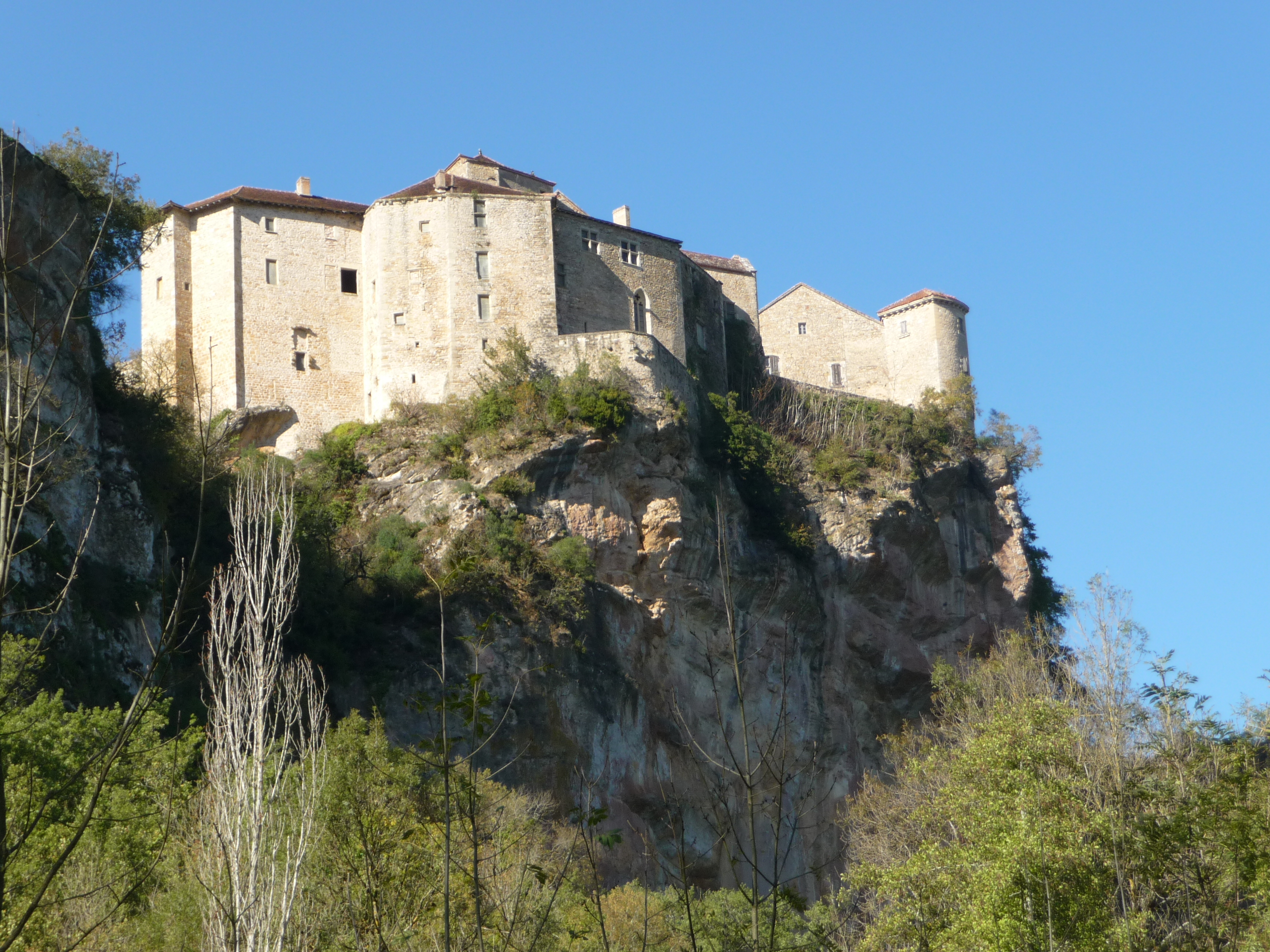
Les châteaux vus du bas de la falaise.
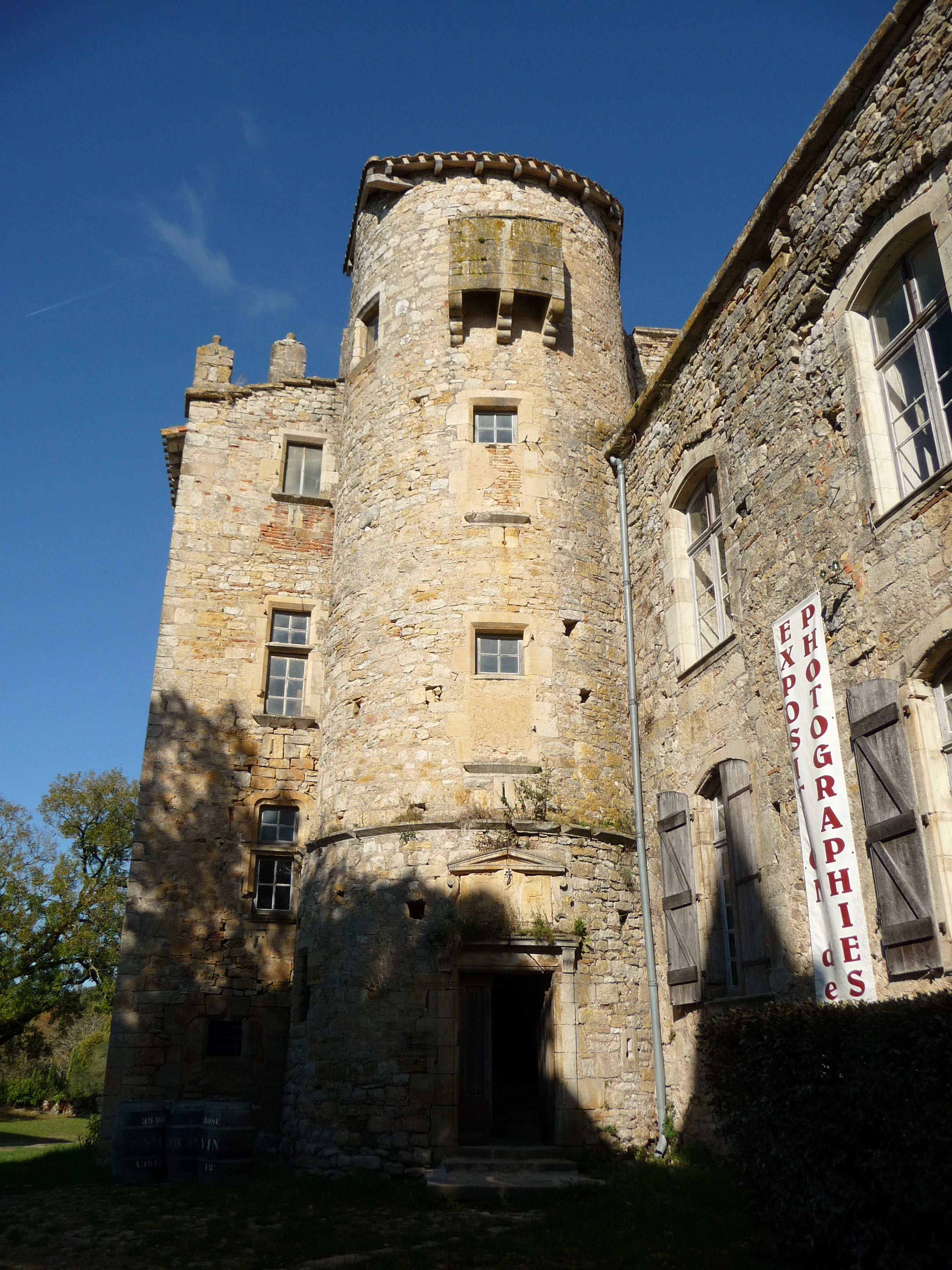
La tour du Château Vieux, avec un mâchicoulis à son sommet.
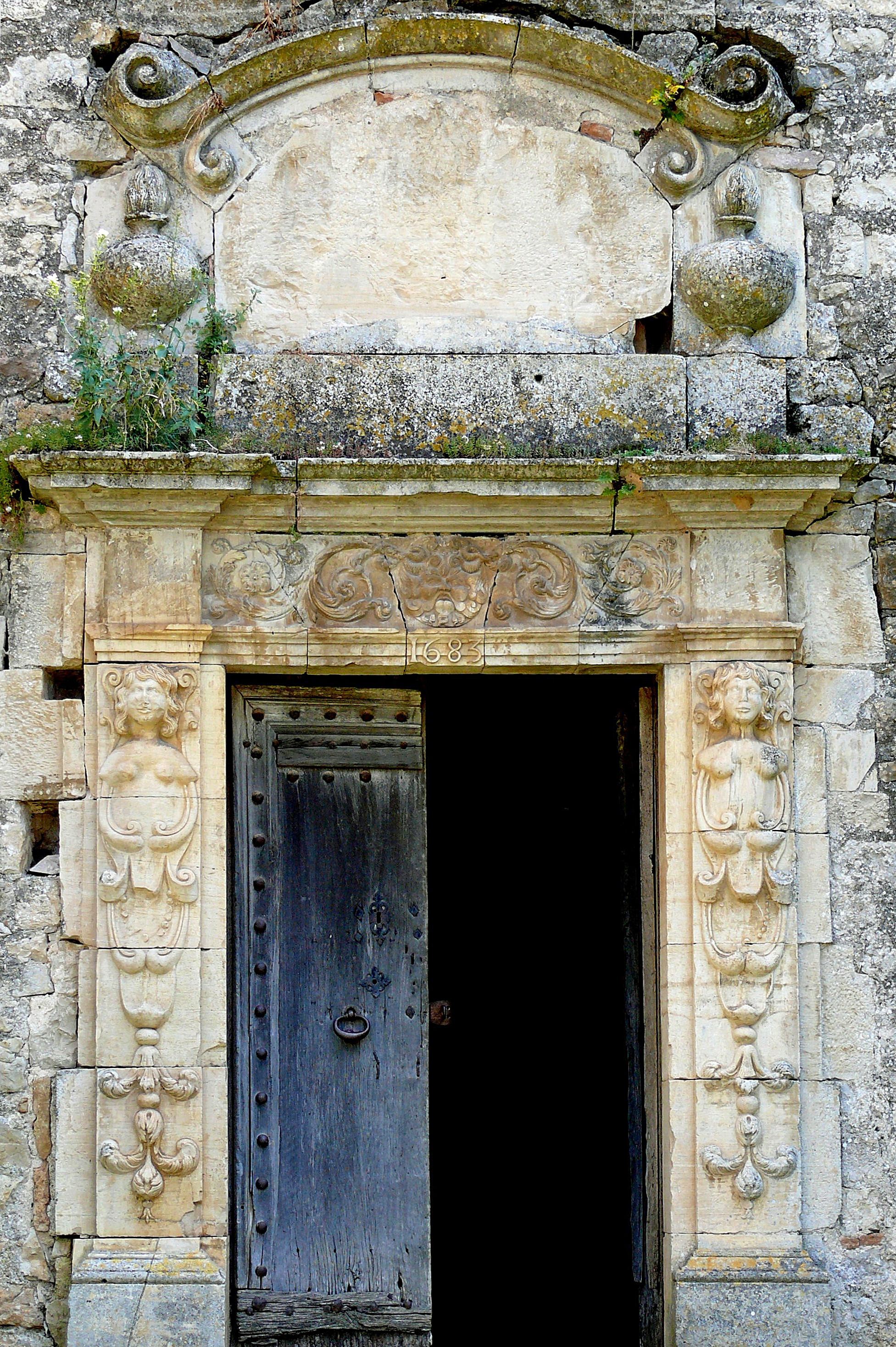
Porte de la tour du château jeune (1683).
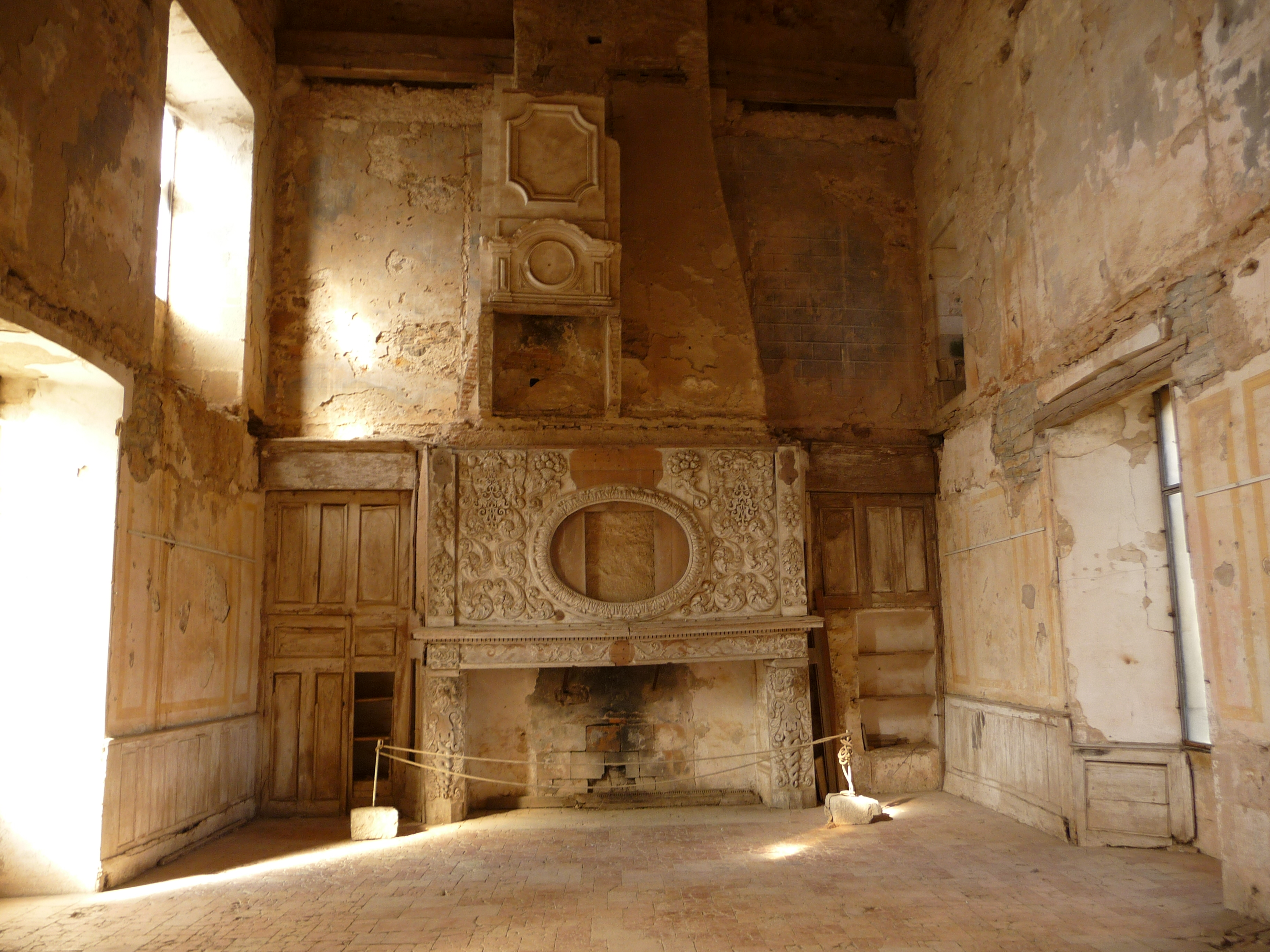
La salle d'apparat du Château Jeune, avec une cheminée en bois sculpté avant sa restauration en 2013.
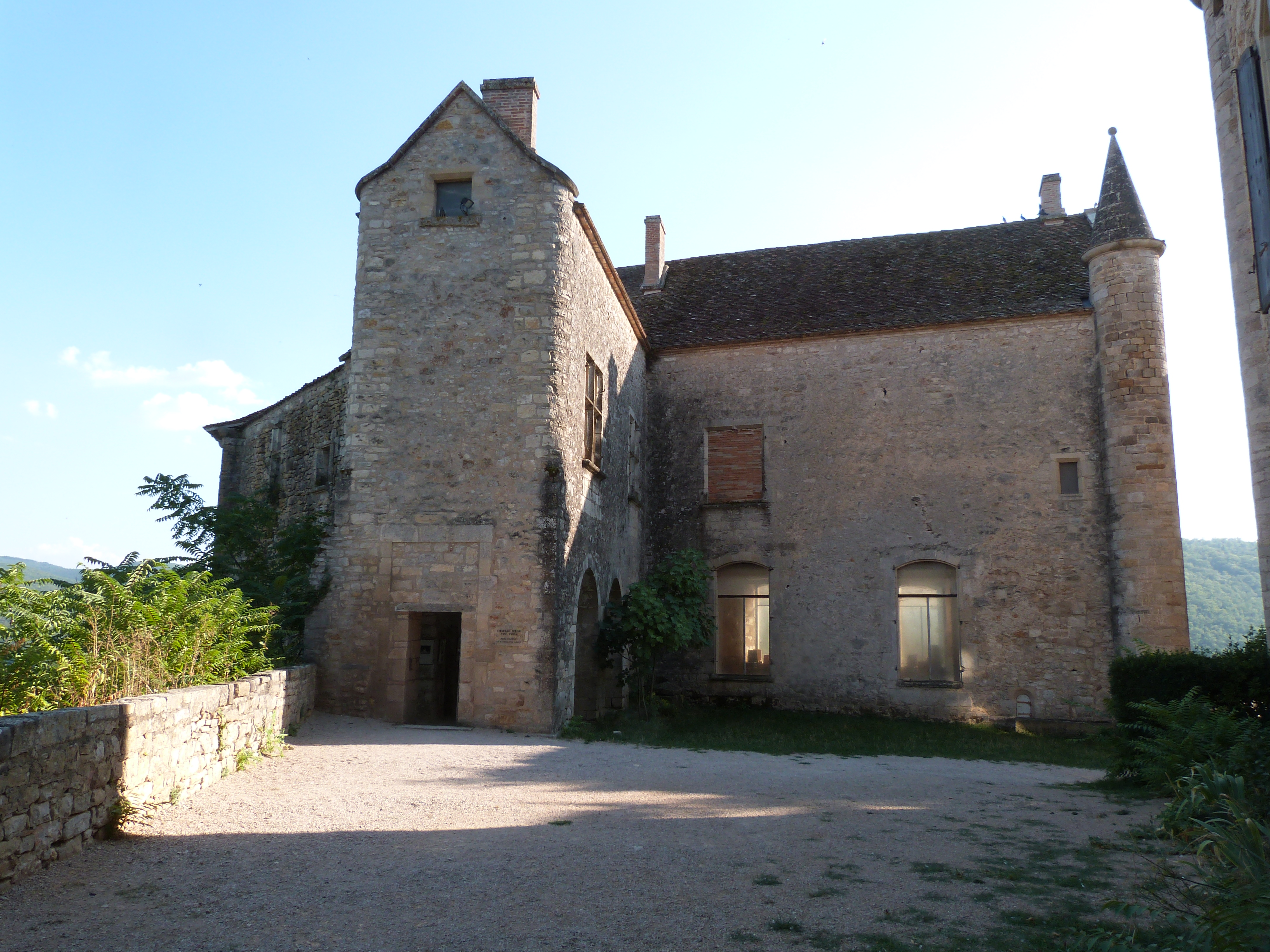
Vue de l'arrière du Château Jeune.
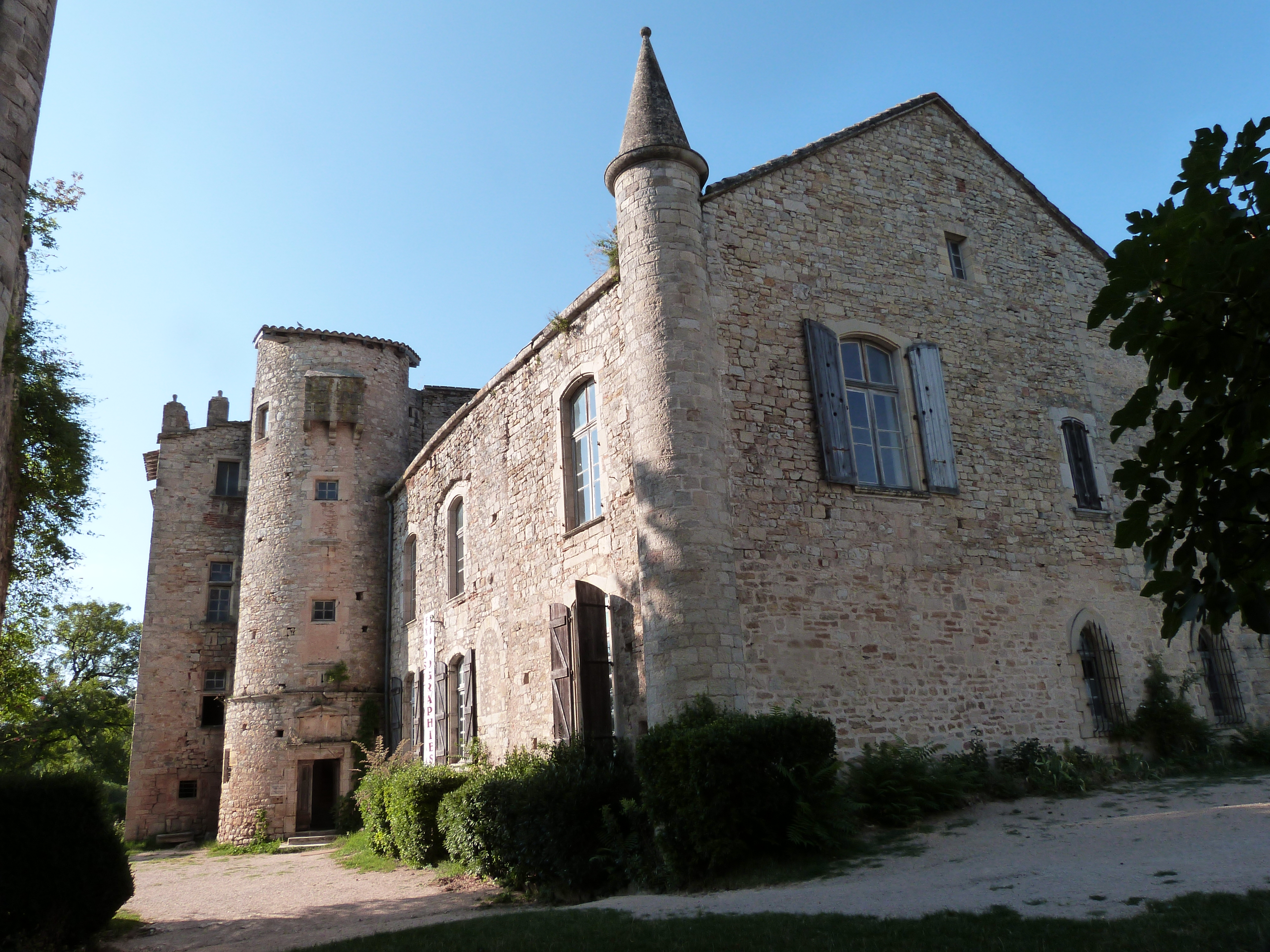
Vue du Château Vieux.